# Discografia de Deep Purple
Discografia da banda britânica de heavy metal/hard rock Deep Purple.

## Discografia de estúdio
| Ano                                                | Título | Posições nas paradas | Posições nas paradas | Posições nas paradas | Posições nas paradas | Posições nas paradas | Posições nas paradas | Posições nas paradas | Certificações (vendas)                                       |  |
| Ano                                                | Título | UK                   | SWI                  | NOR                  | GER                  | AUT                  | NL                   | US                   | Certificações (vendas)                                       |  |
| -------------------------------------------------- | --- | -------------------- | -------------------- | -------------------- | -------------------- | -------------------- | -------------------- | -------------------- | ------------------------------------------------------------ |  |
| 1968                                               | Shades of Deep Purple - Lançamento: Julho de 1968 (US); Setembro de 1968 (UK) - Gravadora: Tetragrammaton - Formato: LP, Reel-to-Reel, 8-track, CD, CS   | —                    | —                    | —                    | —                    | —                    | —                    | 24                   |                                                              |  |
| 1968                                               | The Book of Taliesyn - Lançamento: Outubro de 1968 (US); Junho de 1969 (UK) - Gravadora: Tetragrammaton - Formato: LP, Reel-to-Reel, 8-track, CD, CS     | —                    | —                    | —                    | —                    | —                    | —                    | 54                   |                                                              |  |
| 1969                                               | Deep Purple - Lançamento: 21 de junho de 1969 (US); Novembro de 1969 (UK) - Gravadora: Tetragrammaton - Formato: LP, Reel-to-Reel, 8-track, CD, CS       | —                    | —                    | —                    | —                    | —                    | —                    | 162                  | ALE: Ouro                                                    |  |
| 1970                                               | Deep Purple in Rock - Lançamento: 3 de junho de 1970 - Gravadora: Harvest - Formato: LP, Reel-to-Reel, 8-track, CD, CS                                   | 4                    | —                    | 5                    | 1                    | 1                    | —                    | 143                  | EUA: Ouro RU: Ouro FRA: Ouro ARG: Ouro HOL: Ouro             |  |
| 1971                                               | Fireball - Lançamento: 9 de Julho de 1971 (US); 15 de setembro de 1971 (UK) - Gravadora: Harvest - Formato: LP, Reel-to-Reel, 8-track, CD, CS            | 1                    | —                    | 2                    | 1                    | 2                    | 3                    | 32                   | EUA: Ouro ALE: Ouro HOL: Ouro                                |  |
| 1972                                               | Machine Head - Lançamento: 25 de março de 1972 - Gravadora: Purple - Formato: LP, Reel-to-Reel, 8-track, CD, CS                                          | 1                    | —                    | 3                    | 1                    | 4                    | 2                    | 7                    | EUA: 2× Platina RU: Ouro FRA: 3× Ouro ARG: Platina JPN: Ouro |  |
| 1973                                               | Who Do We Think We Are - Lançamento: 12 de janeiro de 1973 (US); Fevereiro de 1973 (UK) - Gravadora: Purple - Formato: LP, Reel-to-Reel, 8-track, CD, CS | 4                    | —                    | 1                    | 3                    | 2                    | 5                    | 15                   | EUA: Ouro FRA: Ouro                                          |  |
| 1974                                               | Burn - Lançamento: 15 de fevereiro de 1974 - Gravadora: Purple - Formato: LP, Reel-to-Reel, 8-track, CD, CS                                              | 3                    | —                    | 1                    | 1                    | 1                    | 7                    | 9                    | EUA: Ouro RU: Ouro ALE: Ouro FRA: Ouro ARG: Ouro SUE: Ouro   |  |
| 1974                                               | Stormbringer - Lançamento: Novembro de 1974 - Gravadora: Purple - Formato: LP, Reel-to-Reel, 8-track, CD, CS                                             | 6                    | —                    | 2                    | 10                   | 4                    | —                    | 20                   | EUA: Ouro RU: Ouro FRA: Ouro SUE: Ouro                       |  |
| 1975                                               | Come Taste the Band - Lançamento: 10 de ouubro de 1975 - Gravadora: Purple - Formato: LP, Reel-to-Reel, 8-track, CD, CS                                  | 19                   | —                    | 6                    | 29                   | —                    | 12                   | 43                   | RU: Prata ARG: Ouro TCH: Ouro                                |  |
| 1984                                               | Perfect Strangers - Lançamento: 29 de outubro de 1984 - Gravadora: Polydor - Formato: LP, 8-track, CD, CS                                                | 5                    | 1                    | 2                    | 2                    | 5                    | 16                   | 17                   | EUA: Platina RU: Ouro ALE: Ouro CAN: Platina ARG: Ouro       |  |
| 1987                                               | The House of Blue Light - Lançamento: 12 de janeiro de 1987 - Gravadora: Polydor - Formato: LP, CD, CS                                                   | 10                   | 3                    | 2                    | 1                    | 11                   | 11                   | 34                   | RU: Prata CAN: Ouro                                          |  |
| 1990                                               | Slaves and Masters - Lançamento: 5 de outubro de 1990 - Gravadora: BMG - Formato: LP, CD, CS                                                             | 45                   | 5                    | 16                   | 23                   | 28                   | 72                   | 87                   | SUI: Ouro                                                    |  |
| 1993                                               | The Battle Rages On... - Lançamento: 2 de julho de 1993 - Gravadora: BMG - Formato: LP, CD, CS                                                           | 21                   | 7                    | 9                    | 13                   | 9                    | 39                   | 192                  | JPN: Ouro                                                    |  |
| 1996                                               | Purpendicular - Lançamento: 17 de fevereiro de 1996 (UK); Abril de 1996 (US) - Gravadora: Phantom Records - Formato: CD, CS, LP (2011)                   | 58                   | 17                   | 30                   | 20                   | 16                   | 87                   | —                    |                                                              |  |
| 1998                                               | Abandon - Lançamento: 2 de junho de 1998 - Gravadora: CMC International - Formato: CD, CS                                                                | 76                   | 46                   | 6                    | 16                   | 25                   | —                    | —                    |                                                              |  |
| 2003                                               | Bananas - Lançamento: 9 de setembro de 2003 - Gravadora: Sanctuary - Formato: LP, CD                                                                     | 85                   | 13                   | 19                   | 3                    | 12                   | —                    | —                    |                                                              |  |
| 2005                                               | Rapture of the Deep - Lançamento: 1 de novembro de 2005 - Gravadora: Edeltone - Formato: LP, CD                                                          | 81                   | 16                   | —                    | 10                   | 20                   | —                    | —                    |                                                              |  |
| 2013                                               | Now What?! - Lançamento: 26 de abril de 2013 - Gravadora: Edel/earMUSIC - Formato: LP, CD                                                                | 19                   | 2                    | 1                    | 1                    | 1                    | 12                   | 110                  | ALE: Ouro RUS: Ouro POL: Ouro CZ: Ouro                       |  |
| "—" denota que a gravação não alcançou as paradas. | |                      |                      |                      |                      |                      |                      |                      |                                                              |  |
| 2020                                               | Whoosh! Lançamento: 7 de agosto de 2020 Gravadora: earMUSIC Todos os formatos                                                                            |                      |                      |                      |                      |                      |                      |                      |                                                              |  |

## Álbuns ao vivo
Especialmente depois do sucesso de Made in Japan, e mais recentemente com o lançamento oficial pela Purple Records de diversas gravações anteriormente disponíveis em bootlegs, o Deep Purple é um dos conjuntos de rock que mais lançou discos ao vivo. Confira:
| Ano                                                    | Título | Posições nas paradas | Posições nas paradas | Posições nas paradas | Posições nas paradas | Posições nas paradas | Posições nas paradas | Posições nas paradas | Posições nas paradas | Posições nas paradas | Posições nas paradas | Posições nas paradas | Posições nas paradas | Posições nas paradas | Certificações                               |
| Ano                                                    | Título | América              | América              | Europa               | Europa               | Europa               | Europa               | Europa               | Europa               | Europa               | Europa               | Oceania              | Oceania              | Ásia                 | Certificações                               |
| Ano                                                    | Título |                      | [ 16 ]               | [ 17 ]               | [ 18 ]               | [ 19 ]               | [ 20 ]               | [ 21 ]               | [ 22 ]               | [ 23 ]               | [ 24 ]               | [ 25 ]               | [ 26 ]               | [ 27 ]               | Certificações                               |
| ------------------------------------------------------ | --- | -------------------- | -------------------- | -------------------- | -------------------- | -------------------- | -------------------- | -------------------- | -------------------- | -------------------- | -------------------- | -------------------- | -------------------- | -------------------- | ------------------------------------------- |
| 1969                                                   | Concerto for Group and Orchestra Lançamento: 10 de dezembro · Gravadora: Tetragrammaton, Harvest · Allmusic     | 50                   | 149                  | 22                   | 26                   | —                    | —                    | —                    | —                    | —                    | —                    | —                    | —                    | —                    | —                                           |
| 1972                                                   | Made in Japan Lançamento: 4 de dezembro · Gravadora: EMI, Warner · Allmusic                                     | 5                    | 6                    | 1                    | 16                   | —                    | 3                    | 4                    | —                    | 7                    | 1                    | 2                    | —                    | 14                   | 1 000 500 000 100 000 100 000 50 000 30 000 |
| 1976                                                   | Made in Europe Lançamento: 11 de outubro · Gravadora: EMI, Warner · Allmusic                                    | —                    | 148                  | 10                   | 12                   | 25                   | —                    | 30                   | —                    | —                    | —                    | 59                   | 32                   | 19                   | —                                           |
| 1977                                                   | Last Concert in Japan Lançamento: 16 de março · Gravadora: EMI · Allmusic                                       | —                    | —                    | —                    | —                    | —                    | —                    | —                    | —                    | —                    | —                    | —                    | —                    | 15                   | Ouro 100 000                                |
| 1980                                                   | Deep Purple in Concert Lançamento: dezembro · Gravadora: Harvest, Eagle Rock · Allmusic                         | —                    | —                    | —                    | 30                   | —                    | —                    | —                    | —                    | —                    | —                    | —                    | 44                   | 36                   | —                                           |
| 1982                                                   | Live in London Lançamento: maio · Gravadora: Harvest · Allmusic                                                 | —                    | —                    | —                    | 23                   | —                    | 182                  | —                    | —                    | —                    | 74                   | —                    | —                    | 74                   | —                                           |
| 1988                                                   | Nobody's Perfect Lançamento: junho · Gravadora: Polydor, Mercury · Allmusic                                     | —                    | 105                  | 13                   | 38                   | 5                    | —                    | 44                   | 16                   | 5                    | 16                   | —                    | 12                   | 25                   | —                                           |
| 1988                                                   | Scandinavian Nights Lançamento: outubro Gravadora: Connoisseur                                                  | —                    | —                    | —                    | —                    | —                    | —                    | —                    | —                    | —                    | —                    | —                    | —                    | —                    | —                                           |
| 1994                                                   | Come Hell or High Water Lançamento: outubro · Gravadora: BMG, RCA · Allmusic                                    | —                    | —                    | —                    | 29                   | —                    | —                    | —                    | —                    | —                    | —                    | —                    | —                    | 30                   | —                                           |
| 1996                                                   | California Jamming Lançamento: 1 de junho · Gravadora: EMI · Allmusic                                           | —                    | —                    | —                    | —                    | —                    | —                    | —                    | —                    | —                    | —                    | —                    | —                    | —                    | —                                           |
| 1997                                                   | Live at The Olympia '96 Lançamento: 9 de junho · Gravadora: EMI · Allmusic                                      | —                    | —                    | 98                   | 183                  | —                    | —                    | —                    | —                    | —                    | —                    | —                    | —                    | —                    | —                                           |
| 1999                                                   | Total Abandon: Australia '99 Lançamento: 12 de outubro · Gravadora: EMI · Allmusic                              | —                    | —                    | —                    | —                    | —                    | —                    | —                    | —                    | —                    | —                    | —                    | —                    | —                    | —                                           |
| 1999                                                   | In Concert with the London Symphony Orchestra Lançamento: dezembro · Gravadora: Spitfire, Eagle Rock · Allmusic | —                    | —                    | 32                   | 101                  | —                    | —                    | 86                   | 65                   | —                    | —                    | —                    | —                    | —                    | —                                           |
| 2001                                                   | Live in Paris 1975 Lançamento: 5 de abril · Gravadora: EMI · Allmusic                                           | —                    | —                    | —                    | —                    | —                    | —                    | —                    | —                    | —                    | —                    | —                    | —                    | —                    | —                                           |
| 2006                                                   | Live at Montreux 1996 Lançamento: 2 de maio · Gravadora: Eagle Rock · Allmusic                                  | —                    | —                    | 92                   | —                    | —                    | —                    | —                    | —                    | —                    | —                    | —                    | —                    | —                    | —                                           |
| 2007                                                   | Live at Montreux 2006 Lançamento: 12 de junho · Gravadora: Eagle Rock · Allmusic                                | —                    | —                    | 64                   | —                    | —                    | —                    | —                    | —                    | —                    | —                    | —                    | —                    | —                    | —                                           |
| 2011                                                   | Phoenix Rising Lançamento: 24 de maio Gravadora: Eagle Rock                                                     | —                    | —                    | 22                   | 188                  | —                    | 117                  | —                    | 61                   | 38                   | 50                   | —                    | —                    | —                    | —                                           |
| 2011                                                   | Live at Montreux 2011 Lançamento: 7 de novembro Gravadora: Edel                                                 | —                    | —                    | 43                   | —                    | —                    | —                    | —                    | —                    | —                    | —                    | —                    | —                    | —                    | —                                           |
| 2013                                                   | Perfect Strangers Live Lançamento: 14 de outubro Gravadora: Eagle                                               | —                    | —                    | 20                   | —                    | 59                   | 140                  | —                    | —                    | —                    | 53                   | —                    | —                    | —                    | —                                           |
| 2013                                                   | The Now What?! Live Tapes Lançamento: 29 de novembro Gravadora: earMusic                                        | —                    | —                    | —                    | —                    | —                    | —                    | —                    | —                    | —                    | —                    | —                    | —                    | 118                  | —                                           |
| 2014                                                   | Graz 1975 Lançamento: 23 de setembro · Gravadora: earMusic · Allmusic                                           | —                    | —                    | 47                   | 92                   | —                    | 125                  | 88                   | 99                   | —                    | 8                    | —                    | —                    | 83                   | —                                           |
| 2014                                                   | Celebrating Jon Lord At The Royal Albert Hall Lançamento: 26 de setembro · Gravadora: Edel · Allmusic           | —                    | —                    | 12                   | —                    | —                    | —                    | —                    | —                    | —                    | 33                   | —                    | —                    | —                    | —                                           |
| 2015                                                   | Long Beach 1971 Lançamento: 2 de março Gravadora: earMusic                                                      | —                    | —                    | 68                   | —                    | —                    | 119                  | 99                   | —                    | —                    | —                    | —                    | —                    | —                    | —                                           |
| 2015                                                   | From The Setting Sun… (In Wacken) Lançamento: 28 de agosto Productora: earMUSIC                                 | —                    | —                    | 18                   | —                    | —                    | 188                  | 35                   | 44                   | —                    | 31                   | —                    | —                    | —                    | —                                           |
| 2015                                                   | …To The Rising Sun (In Tokyo) Lançamento: 28 de agosto Productora: earMUSIC                                     | —                    | —                    | 21                   | —                    | —                    | —                    | 46                   | 52                   | —                    | 44                   | —                    | —                    | —                    | —                                           |
| " — " indica uma gravação que não alcançou as paradas. | |                      |                      |                      |                      |                      |                      |                      |                      |                      |                      |                      |                      |                      |                                             |

## Compilações
| 1972                                                   | Purple Passages Lançamento: novembro · Gravadora: Warner · Allmusic                                                      | 52 | 57  | —  | —  | —  | —  | —  | —  | —  | —  | —  | —  | —  | 60  | —                            |
| 1973                                                   | Mark I & II Lançamento: dezembro Gravadora: EMI                                                                          | —  | —   | —  | —  | —  | —  | 18 | —  | —  | —  | —  | 50 | —  | —   | —                            |
| 1975                                                   | 24 Carat Purple Lançamento: maio · Gravadora: EMI · Allmusic                                                             | —  | —   | 14 | 14 | —  | 29 | 34 | 6  | 4  | —  | 18 | 67 | 35 | 25  | 60 000                       |
| 1977                                                   | Powerhouse Lançamento: dezembro Gravadora: EMI                                                                           | —  | —   | —  | —  | —  | —  | 50 | —  | —  | —  | —  | 54 | —  | 30  | 100 000                      |
| 1978                                                   | The Deep Purple Singles A's and B's Lançamento: outubro Gravadora: Harvest                                               | —  | —   | —  | —  | —  | —  | —  | —  | —  | —  | —  | —  | —  | —   | —                            |
| 1979                                                   | The Mark II Purple Singles Lançamento: abril Gravadora: EMI                                                              | —  | —   | 24 | —  | —  | —  | —  | —  | —  | —  | —  | —  | —  | —   | —                            |
| 1980                                                   | Deepest Purple: · The Very Best of Deep Purple Lançamento: julho · Gravadora: Harvest, Warner · Allmusic                 | 78 | 148 | 1  | —  | 19 | —  | —  | —  | —  | —  | —  | 5  | 31 | 32  | 1 000 100 000 100 000 25 000 |
| 1985                                                   | The Anthology Lançamento: junho · Gravadora: EMI · Allmusic                                                              | —  | —   | 50 | —  | —  | —  | —  | —  | 86 | —  | —  | —  | 50 | —   | —                            |
| 1992                                                   | Knocking at Your Back Door: · The Best of Deep Purple in the 80's Lançamento: 9 de junho · Gravadora: Mercury · Allmusic | —  | —   | —  | —  | —  | —  | —  | —  | —  | —  | —  | —  | —  |     | —                            |
| 1998                                                   | 30: Very Best of Deep Purple Lançamento: 3 de novembro · Gravadora: EMI · Allmusic                                       | —  | —   | 39 | 17 | 18 | 16 | 73 | —  | —  | —  | —  | 41 | —  | —   | 100 000 30 000               |
| 2000                                                   | The Very Best of Deep Purple Lançamento: 9 de maio · Gravadora: Rhino, Warner · Allmusic                                 | —  | —   | 43 | —  | —  | —  | —  | —  | —  | —  | —  | —  | —  | 208 | —                            |
| 2005                                                   | The Platinum Collection Lançamento: 21 de março · Gravadora: EMI · Allmusic                                              | —  | —   | 39 | —  | —  | —  | 36 | 63 | —  | 89 | 13 | —  | 32 | —   | —                            |
| 2011                                                   | BBC Sessions 1968–1970 Lançamento: 7 de novembro · Gravadora: EMI · Allmusic                                             | —  | —   | —  | —  | —  | —  | 94 | —  | —  | —  | —  | —  | —  | —   | —                            |
| " — " denota uma gravação que não alcançou as paradas. | |    |     |    |    |    |    |    |    |    |    |    |    |    |     |                              |

## Singles
| Ano                                                 | Singles                        | Posições nas paradas  | Posições nas paradas  | Posições nas paradas  | Posições nas paradas  | Posições nas paradas  | Posições nas paradas  | Posições nas paradas  | Posições nas paradas  | Posições nas paradas  | Posições nas paradas  | Posições nas paradas  | Posições nas paradas  | Posições nas paradas  | Certificações         |                       |                       |                       |                       |                       |                       |
| Ano                                                 | Singles                        | América               | América               | América               | Europa                | Europa                | Europa                | Europa                | Europa                | Europa                | Europa                | Europa                | Europa                | Oceania               | Certificações         |                       |                       |                       |                       |                       |                       |
| Ano                                                 | Singles                        | Canadá                | [ 16 ]                | Main.                 | [ 17 ]                | [ 18 ]                | [ 71 ]                | [ 23 ]                | [ 21 ]                | [ 22 ]                | [ 24 ]                | [ 72 ]                | [ 73 ]                | [ 25 ]                | Certificações         |                       |                       |                       |                       |                       |                       |
| Shades of Deep Purple                               | Shades of Deep Purple          | Shades of Deep Purple | Shades of Deep Purple | Shades of Deep Purple | Shades of Deep Purple | Shades of Deep Purple | Shades of Deep Purple | Shades of Deep Purple | Shades of Deep Purple | Shades of Deep Purple | Shades of Deep Purple | Shades of Deep Purple | Shades of Deep Purple | Shades of Deep Purple | Shades of Deep Purple | Shades of Deep Purple | Shades of Deep Purple | Shades of Deep Purple | Shades of Deep Purple | Shades of Deep Purple | Shades of Deep Purple |
| --------------------------------------------------- | ------------------------------ | --------------------- | --------------------- | --------------------- | --------------------- | --------------------- | --------------------- | --------------------- | --------------------- | --------------------- | --------------------- | --------------------- | --------------------- | --------------------- | --------------------- | --------------------- | --------------------- | --------------------- | --------------------- | --------------------- | --------------------- |
| 1968                                                | "Hush"                         | 2                     | 4                     | —                     | —                     | —                     | —                     | —                     | —                     | 7                     | —                     | —                     | —                     | —                     | —                     |                       |                       |                       |                       |                       |                       |
| The Book of Taliesyn                                |                                |                       |                       |                       |                       |                       |                       |                       |                       |                       |                       |                       |                       |                       |                       |                       |                       |                       |                       |                       |                       |
| 1968                                                | "Kentucky Woman"               | 21                    | 38                    | —                     | —                     | —                     | —                     | —                     | —                     | —                     | —                     | —                     | —                     | 27                    | —                     |                       |                       |                       |                       |                       |                       |
| 1969                                                | "River Deep - Mountain High"   | 42                    | 53                    | —                     | —                     | —                     | —                     | —                     | —                     | —                     | —                     | —                     | —                     | 81                    | —                     |                       |                       |                       |                       |                       |                       |
| Sem álbum                                           |                                |                       |                       |                       |                       |                       |                       |                       |                       |                       |                       |                       |                       |                       |                       |                       |                       |                       |                       |                       |                       |
| 1969                                                | "Emmaretta"                    | 83                    | —                     | —                     | —                     | —                     | —                     | —                     | —                     | —                     | —                     | —                     | —                     | —                     | —                     |                       |                       |                       |                       |                       |                       |
| 1969                                                | "Hallelujah"                   | —                     | —                     | —                     | —                     | —                     | —                     | —                     | —                     | —                     | 16                    | —                     | —                     | —                     | —                     |                       |                       |                       |                       |                       |                       |
| 1970                                                | "Black Night"                  | 67                    | 66                    | —                     | 2                     | 2                     | 4                     | 2                     | 8                     | 1                     | 4                     | 6                     | 7                     | 13                    | —                     |                       |                       |                       |                       |                       |                       |
| Deep Purple in Rock                                 |                                |                       |                       |                       |                       |                       |                       |                       |                       |                       |                       |                       |                       |                       |                       |                       |                       |                       |                       |                       |                       |
| 1970                                                | "Child in Time"                | —                     | —                     | —                     | —                     | —                     | —                     | —                     | 10                    | —                     | —                     | 26                    | —                     | —                     | —                     |                       |                       |                       |                       |                       |                       |
| 1970                                                | "Speed King"                   | —                     | —                     | —                     | 8                     | —                     | —                     | —                     | —                     | —                     | —                     | —                     | —                     | —                     | —                     |                       |                       |                       |                       |                       |                       |
| Sem álbum                                           |                                |                       |                       |                       |                       |                       |                       |                       |                       |                       |                       |                       |                       |                       |                       |                       |                       |                       |                       |                       |                       |
| 1970                                                | "Strange Kind of Woman"        | —                     | —                     | —                     | 8                     | 8                     | 16                    | —                     | —                     | —                     | 14                    | 54                    | —                     | 26                    | —                     |                       |                       |                       |                       |                       |                       |
| Fireball                                            |                                |                       |                       |                       |                       |                       |                       |                       |                       |                       |                       |                       |                       |                       |                       |                       |                       |                       |                       |                       |                       |
| 1971                                                | "Fireball"                     | —                     | —                     | —                     | 19                    | 15                    | —                     | —                     | 24                    | —                     | —                     | —                     | —                     | —                     | —                     |                       |                       |                       |                       |                       |                       |
| Machine Head                                        |                                |                       |                       |                       |                       |                       |                       |                       |                       |                       |                       |                       |                       |                       |                       |                       |                       |                       |                       |                       |                       |
| 1972                                                | "Never Before"                 | —                     | —                     | —                     | 20                    | 35                    | —                     | —                     | —                     | 4                     | —                     | —                     | —                     | —                     | —                     |                       |                       |                       |                       |                       |                       |
| 1973                                                | "Smoke on the Water"           | 2                     | 4                     | —                     | 20                    | 21                    | —                     | —                     | 11                    | —                     | 11                    | 27                    | 64                    | —                     | 1 000                 |                       |                       |                       |                       |                       |                       |
| Who Do We Think We Are                              |                                |                       |                       |                       |                       |                       |                       |                       |                       |                       |                       |                       |                       |                       |                       |                       |                       |                       |                       |                       |                       |
| 1973                                                | "Woman from Tokyo"             | 62                    | 60                    | —                     | 16                    | —                     | —                     | —                     | 6                     | —                     | —                     | 23                    | 48                    | —                     | —                     |                       |                       |                       |                       |                       |                       |
| Burn                                                |                                |                       |                       |                       |                       |                       |                       |                       |                       |                       |                       |                       |                       |                       |                       |                       |                       |                       |                       |                       |                       |
| 1974                                                | "Might Just Take Your Life"    | 84                    | 91                    | —                     | —                     | —                     | —                     | —                     | —                     | —                     | —                     | —                     | —                     | —                     | —                     |                       |                       |                       |                       |                       |                       |
| 1974                                                | "Burn"                         | —                     | —                     | —                     | —                     | 45                    | —                     | —                     | —                     | —                     | —                     | —                     | —                     | —                     | —                     |                       |                       |                       |                       |                       |                       |
| Sem álbum                                           |                                |                       |                       |                       |                       |                       |                       |                       |                       |                       |                       |                       |                       |                       |                       |                       |                       |                       |                       |                       |                       |
| 1980                                                | "Black Night" (ao vivo)        | —                     | —                     | —                     | —                     | 43                    | —                     | —                     | —                     | —                     | —                     | —                     | —                     | —                     | —                     |                       |                       |                       |                       |                       |                       |
| Perfect Strangers                                   |                                |                       |                       |                       |                       |                       |                       |                       |                       |                       |                       |                       |                       |                       |                       |                       |                       |                       |                       |                       |                       |
| 1985                                                | "Knocking at Your Back Door"   | —                     | 61                    | 7                     | —                     | 68                    | —                     | —                     | —                     | —                     | —                     | —                     | —                     | —                     | —                     |                       |                       |                       |                       |                       |                       |
| 1985                                                | "Perfect Strangers"            | —                     | —                     | 12                    | —                     | 48                    | —                     | —                     | —                     | —                     | —                     | —                     | 45                    | —                     | —                     |                       |                       |                       |                       |                       |                       |
| The House of Blue Light                             |                                |                       |                       |                       |                       |                       |                       |                       |                       |                       |                       |                       |                       |                       |                       |                       |                       |                       |                       |                       |                       |
| 1987                                                | "Call of the Wild"             | —                     | —                     | 14                    | —                     | 92                    | —                     | —                     | 93                    | —                     | —                     | —                     | —                     | —                     | —                     |                       |                       |                       |                       |                       |                       |
| 1987                                                | "Bad Attitude"                 | —                     | —                     | 14                    | —                     | —                     | —                     | —                     | —                     | —                     | —                     | —                     | —                     | —                     | —                     |                       |                       |                       |                       |                       |                       |
| Nobody's Perfect                                    |                                |                       |                       |                       |                       |                       |                       |                       |                       |                       |                       |                       |                       |                       |                       |                       |                       |                       |                       |                       |                       |
| 1988                                                | "Hush" (re-gravação)           | —                     | —                     | —                     | —                     | 62                    | —                     | —                     | —                     | —                     | —                     | —                     | —                     | —                     | —                     |                       |                       |                       |                       |                       |                       |
| Slaves and Masters                                  |                                |                       |                       |                       |                       |                       |                       |                       |                       |                       |                       |                       |                       |                       |                       |                       |                       |                       |                       |                       |                       |
| 1990                                                | "King of Dreams"               | 59                    | —                     | 6                     | —                     | 70                    | —                     | —                     | —                     | —                     | —                     | —                     | —                     | —                     | —                     |                       |                       |                       |                       |                       |                       |
| 1991                                                | "Love Conquers All"            | —                     | —                     | —                     | —                     | 57                    | —                     | —                     | —                     | —                     | —                     | —                     | —                     | —                     | —                     |                       |                       |                       |                       |                       |                       |
| 1991                                                | "Fire in the Basement"         | —                     | —                     | 20                    | —                     | —                     | —                     | —                     | —                     | —                     | —                     | —                     | —                     | —                     | —                     |                       |                       |                       |                       |                       |                       |
| The Battle Rages On                                 |                                |                       |                       |                       |                       |                       |                       |                       |                       |                       |                       |                       |                       |                       |                       |                       |                       |                       |                       |                       |                       |
| 1993                                                | "The Battle Rages On"          | —                     | —                     | 22                    | —                     | —                     | —                     | —                     | —                     | —                     | —                     | —                     | —                     | —                     | —                     |                       |                       |                       |                       |                       |                       |
| Bananas                                             |                                |                       |                       |                       |                       |                       |                       |                       |                       |                       |                       |                       |                       |                       |                       |                       |                       |                       |                       |                       |                       |
| 2003                                                | "Haunted"                      | —                     | —                     | —                     | —                     | —                     | —                     | —                     | —                     | —                     | —                     | —                     | —                     | —                     | —                     |                       |                       |                       |                       |                       |                       |
| 2003                                                | "House of Pain / Contact Lost" | —                     | —                     | —                     | —                     | —                     | —                     | —                     | —                     | —                     | —                     | —                     | —                     | —                     | —                     |                       |                       |                       |                       |                       |                       |
| Rapture of the Deep                                 |                                |                       |                       |                       |                       |                       |                       |                       |                       |                       |                       |                       |                       |                       |                       |                       |                       |                       |                       |                       |                       |
| 2005                                                | "Rapture of the Deep"          | —                     | —                     | —                     | —                     | —                     | —                     | —                     | —                     | —                     | —                     | —                     | —                     | —                     | —                     |                       |                       |                       |                       |                       |                       |
| Now What?!                                          |                                |                       |                       |                       |                       |                       |                       |                       |                       |                       |                       |                       |                       |                       |                       |                       |                       |                       |                       |                       |                       |
| 2013                                                | "All the Time in the World"    | —                     | —                     | —                     | —                     | —                     | —                     | —                     | —                     | —                     | —                     | —                     | —                     | —                     | —                     |                       |                       |                       |                       |                       |                       |
| 2013                                                | "Vincent Price"                | —                     | —                     | —                     | —                     | —                     | —                     | —                     | —                     | —                     | —                     | —                     | —                     | —                     | —                     |                       |                       |                       |                       |                       |                       |
| 2013                                                | "Above & Beyond"               | —                     | —                     | —                     | 100                   | —                     | —                     | —                     | —                     | —                     | —                     | —                     | —                     | —                     | —                     |                       |                       |                       |                       |                       |                       |
| " — " indica que no apareció en el posicionamiento. |                                |                       |                       |                       |                       |                       |                       |                       |                       |                       |                       |                       |                       |                       |                       |                       |                       |                       |                       |                       |                       |

## Videografia oficial ao vivo
| 1994                                                            | Come Hell or High Water Lançamento: 30 de abril Gravadora: Sony                                     | —  | — | 4  | — | —  | — | —  | —  | 3  | 7  | 1 | —  | 258 | Platina 15 000 Ouro 25 000         |
| 2000                                                            | In Concert with the London Symphony Orchestra Lançamento: 25 de julho · Gravadora: Eagle · Allmusic | —  | — | 1  | — | —  | — | —  | —  | —  | —  | — | —  | —   | —                                  |
| 2002                                                            | Perihelion Lançamento: 27 de agosto Gravadora: Warner                                               | —  | — | 3  | — | 19 | — | —  | 7  | 6  | —  | — | —  | —   | Ouro 7 500                         |
| 2002                                                            | Classic Albums - Machine Head Lançamento: 27 de novembro · Gravadora: Rhino · Allmusic              | —  | 3 | —  | — | —  | — | —  | —  | —  | —  | — | —  | —   | Ouro 7 500                         |
| 2003                                                            | Concerto for Group and Orchestra Lançamento: 6 de maio Gravadora: Eagle                             | —  | — | —  | — | —  | — | —  | —  | —  | —  | — | —  | —   | —                                  |
| 2003                                                            | Masters from the Vaults Lançamento: 17 de novembro Gravadora: Intense Media                         | —  | — | —  | — | —  | — | —  | —  | —  | —  | — | —  | —   | —                                  |
| 2005                                                            | Live in Concert 72/73 Lançamento: 18 de outubro Gravadora: Eagle                                    | —  | 7 | 1  | — | —  | — | 3  | 11 | —  | —  | 6 | —  | 73  | Ouro 50 000 Ouro 35 000 Ouro 7 500 |
| 2005                                                            | Live in California 74 Lançamento: 3 de dezembro · Gravadora: EMI · Allmusic                         | —  | — | 6  | — | —  | — | 17 | 17 | —  | —  | 4 | —  | 76  | Ouro 7 500                         |
| 2006                                                            | Live at Montreux 1996 Lançamento: 30 de maio · Gravadora: Eagle · Allmusic                          | —  | — | 14 | 2 | 25 | — | 13 | —  | —  | —  | — | —  | —   | Ouro 5 000                         |
| 2007                                                            | They All Came Down to Montreux: Live at Montreux 2006 Lançamento: 12 de junho Gravadora: Eagle      | —  | — | 6  | — | 22 | — | 14 | —  | —  | —  | — | —  | —   | —                                  |
| 2009                                                            | History, Hits, & Highlights Lançamento: 2 de junho Gravadora: Eagle                                 | —  | 3 | 5  | — | —  | — | —  | —  | —  | —  | 5 | —  | 81  | —                                  |
| 2011                                                            | Phoenix Rising Lançamento: 24 de maio Gravadora: Eagle                                              | —  | — | 2  | 3 | —  | — | 19 | —  | —  | —  | 2 | 10 | 133 | —                                  |
| 2011                                                            | Live at Montreux 2011 Lançamento: 8 de dezembro Gravadora: Eagle                                    | 14 | — | 6  | — | 26 | 7 | —  | —  | 11 | 16 | 6 | —  | —   | —                                  |
| 2013                                                            | Copenhagen 1972 Lançamento: 31 de maio Gravadora: Edel                                              | —  | — | 8  | 6 | —  | — | —  | —  | —  | 5  | — | 5  | —   | —                                  |
| 2013                                                            | Perfect Strangers Live Lançamento: 14 de outubro Gravadora: Eagle                                   | 1  | — | 5  | 5 | 20 | — | —  | —  | —  | 26 | 2 | —  | 1   | —                                  |
| 2014                                                            | Made in Japan Lançamento: 19 de maio Gravadora: Universal                                           | —  | — | 3  | — | —  | — | —  | —  | —  | —  | — | —  | 57  | —                                  |
| 2014                                                            | Graz 1975 Lançamento: 23 de setembro Gravadora: earMusic                                            | —  | — | 3  | — | —  | — | —  | —  | —  | —  | — | —  | —   | —                                  |
| 2014                                                            | Celebrating Jon Lord at the Royal Albert Hall Lançamento: 26 de setembro Gravadora: Edel            | 1  | — | 1  | 1 | 4  | 2 | 10 | —  | —  | 3  | — | 5  | —   | —                                  |
| 2014                                                            | Live in Verona Lançamento: 20 de outubro Gravadora: Eagle Rock                                      | 4  | — | 6  | 8 | 12 | 3 | 2  | —  | —  | 2  | 1 | 6  | —   | —                                  |
| 2015                                                            | From the Setting Sun… (In Wacken) Lançamento: 28 de agosto Gravadora: earMUSIC                      | 1  | — | 2  | 2 | 6  | 1 | —  | —  | —  | 3  | — | 1  | —   | —                                  |
| 2015                                                            | …To the Rising Sun (In Tokyo) Lançamento: 28 de agosto Gravadora: earMUSIC                          | 2  | — | 1  | 4 | 8  | 5 | —  | —  | —  | 4  | 9 | 6  | —   | —                                  |
| " — " indica uma gravação que não alcançou as paradas musicais. | |    |   |    |   |    |   |    |    |    |    |   |    |     |                                    |

## Videografia oficial de estúdio, documentários e participações
(As datas se referem às gravações)
- Butterfly Ball and the Grasshopper's Feast (Londres, 16 de outubro de 1975 - vários membros e ex-membros do Deep Purple participam)
- New, Live and Rare (vídeos gravados entre 1984 e 2000)
- Heavy Metal Pioneers (documentário sobre a história da banda, 1991)
- Highway Star - A Journey in Rock (documentário sobre a carreira de Ian Gillan, com depoimentos e cenas exclusivas de ex-membros do Deep Purple)
- Phoenix Rising (Box que contém Gettin' Tighter, documentário sobre a fase MK IV da banda e que também inclui a versão remasterizada de Rises Over Japan. Lançado em 2011)

## Videoclipes

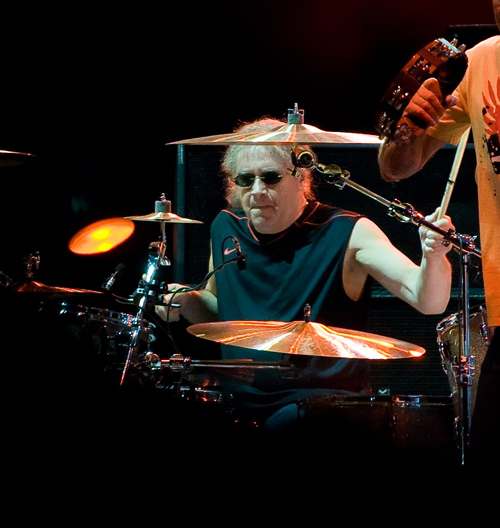
O baterista Ian Paice é o único membro original que continua no grupo.

| Ano  | Título                       | Ref.    |
| ---- | ---------------------------- | ------- |
| 1968 | "Hush"                       | -       |
| 1969 | "Hallelujah"                 | -       |
| 1970 | "Black Night"                | -       |
| 1970 | "Speed King"                 | -       |
| 1971 | "Strange Kind of Woman"      | -       |
| 1973 | "Woman From Tokyo"           | -       |
| 1974 | "Stormbringer"               | -       |
| 1975 | "You Keep On Movin"          | -       |
| 1984 | "Perfect Strangers"          | -       |
| 1984 | "Knocking at your back Door" | [ 148 ] |
| 1984 | "Nobody's Home"              | [ 148 ] |
| 1987 | "Bad Attitude"               | [ 148 ] |
| 1987 | "Call Of The Wild"           | [ 148 ] |
| 1988 | "Hush '88"                   | [ 148 ] |
| 1990 | "Love Conquers All"          | [ 149 ] |
| 1990 | "King Of Dreams"             | [ 150 ] |
| 2013 | "Vincent Price"              | [ 151 ] |
| 2014 | "Smoke on the Water"         | [ 152 ] |